# マリア・ナフプリオトゥ
マリア・ナフプリオトゥ(ギリシア語: Μαρία Ναυπλιώτου、Maria Nafpliotou、1969年 - )は、ギリシャのアテネ出身の女優。

## 略歴
ダンサーとして10年間の活動期間があり、その後女優となった。舞台女優としてはギリシャ国立劇場などにおいて、ウィリアム・シェイクスピア作の『十二夜』や『恋の骨折り甲斐』、『リア王』、フョードル・ドストエフスキー作の『白痴』、モリエール作の『ドム・ジュアン』、エウリピデス作の『アウリスのイフゲニア』、アイスキュロス作の『オレステイア』などに出演している。また、何本かの映画にも出演している。
2008年の3月24日にはオリンピア遺跡のヘラ神殿においての北京オリンピックの聖火リレーの採火式に出席し、点火者となった。式典の途中、北京オリンピック組織委員会の劉淇会長の演説中、乱入者はあったものの 無事執り行われ、古代ギリシャの巫女の格好をした彼女はギリシャ神話における太陽の神、アポロへの踊りや、祈祷、言葉の後、凹面の反射鏡を使用し太陽光を集め点火、トーチから火鉢に移された聖火は近くのオリンピア競技場へ運ばれ、2004年に開催されたアテネオリンピックのテコンドー男子80キロ級銀メダリストのアレクサンドロス・ニコライディスへと渡された。この式典に出場したナフプリオトゥとニコライディスの名前は中国の青島市の下着メーカーによって勝手に商標登録された